# Courcerac
Courcerac település Franciaországban, Charente-Maritime megyében. Lakosainak száma 311 fő (2022. január 1.). Courcerac Aujac, Blanzac-lès-Matha, Matha, Migron, Mons és Prignac községekkel határos.

## Népesség
A település népességének változása:
| Lakosok száma | 244  | 274  | 262  | 275  | 311  | 308  | 296  | 299  | 302  | 311  |
|               | 1968 | 1982 | 1990 | 2006 | 2013 | 2015 | 2017 | 2019 | 2020 | 2022 |